# Тырговиштская архиепископия
Тыргови́штская архиепископи́я (рум. Arhiepiscopia Târgoviștei) — епархия Румынской православной церкви на территории жудеца Дымбовица с кафедрой в Тырговиште. Входит в состав Мунтенской и Добруджской митрополии.

## История
В 1517 году кафедра Унгро-Влахийской митрополии была перенесена в Тырговиште с первым митрополитом иеромонахом Макарием, в Вознесенскую церковь, основанную господарем Раду I Великим и достроенную Нягое I Басарабом (освящена 17 мая 1520). В XVII веке предстоятели Валашской Церкви носили титул «архиепископ града Тырговиште и митрополит всея Унгро-Влахии». При господаре Матее I Басарабе в Тырговиште действовала митрополичья типография.
8 июня 1668 года господарь Раду XII Леон перенёс митрополичью кафедру в Бухарест. Тырговиште и жудец Дымбовица оказались в составе Бухарестской архиепископии.
В 1889 году старая кафедральная церковь была разрушена, на её месте французский архитектор Андре Леконт дю Нуи возвёл Вознесенский собор.
10 декабря 1979 года решением Священного Синода Румынской православной церкви архимандрит Василий (Костин) был избран патриаршим викарием с титулом «Тырговишский». 3 апреля 1990 году была воссоздана Тырговиштская архиепископия. 3 сентября 1991 года епископ Василий (Костин) избирательной коллегией Румынской православной церкви был избран правящим архиереем данной кафедры.

## Правящие архиереи
Тырговиштское викариатство
- Тит (Симедря) (25 марта 1926 — 21 декабря 1935)
- Ириней (Михэлческу) (7 октября 1936 — 1 ноября 1938)
- Емилиан (Антал) (6 декабря 1938 — 1 июня 1950)
- Анфим (Ника) (1 мая 1950 — 10 июня 1973)
- Василий (Костин) (20 января 1980 — 3 сентября 1991)

Тырговиштская архиепископия
- Василий (Костин) (3 сентября 1991 — 29 октября 1999)
- Нифон (Михэйцэ) (c 14 декабря 1999 года)